# Supporter
Pour le verbe « supporter », voir Support.

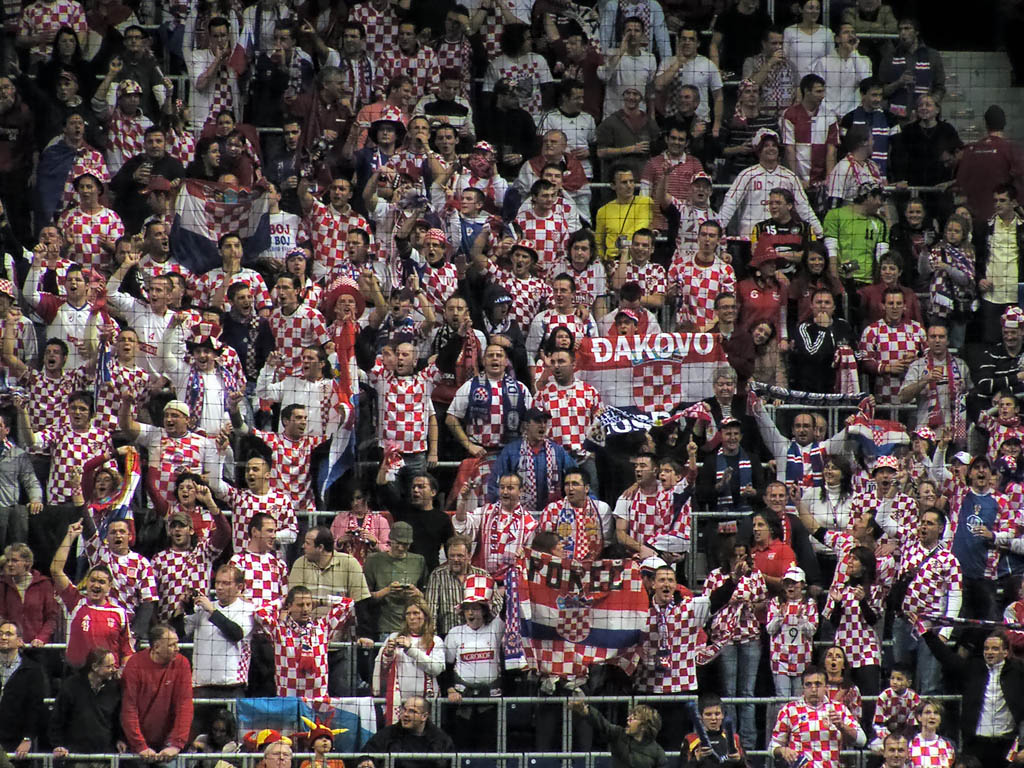
Supporteurs croates de handball

Un supporter (parfois francisé en supporteur, au féminin supportrice) est un spectateur de sport prenant parti pour une équipe ou pour un sportif engagé dans une compétition sportive. Le supporteur peut suivre son équipe, ou sportif, en déplacement pour l'encourager. Même s'il se manifeste surtout lors des matchs, son dévouement peut être quotidien, l'engagement et le statut de supporter faisant partie de son identité. Certains se regroupent en « clubs » ou « groupes de supporteurs ».
On peut également utiliser le terme partisan (Québec), le terme espagnol d'aficionado, ou en anglais américain de fan, termes qui ne sont pas systématique liés au monde du sport. Inversement, l'emploi du terme « supporter » est rare en français en dehors du monde sportif. Au féminin, on peut dire supportrice ou, plus rarement, supporteuse.
Le supporterisme (ou supporteurisme) est un comportement social qui engage l'individu, y compris dans son corps.
Selon l'anthropologue Christian Bromberger, la partisanerie fonde l'intérêt dramatique de la confrontation pour le supporteur[pas clair] qui se distingue du spectateur regardant une rencontre sportive pour la beauté du geste et des actions sans se préoccuper du score. La partisanerie sportive manifeste une dimension de forte implication mais aussi de relativisme[pas clair]. « Les comportements des supporters apparaissent ainsi comme des compromis ou plus souvent comme des oscillations entre mobilisation fervente et prise de distance  amusée. »

## Histoire

### Antiquité
La violence liée au sport ne date pas d’hier. Déjà dans la Rome antique, les spectacles de gladiateurs pouvaient provoquer de terribles violences dans le public comme en témoigne un texte de Tacite relatant des événements qui ont entraîné l'interdiction de ces divertissements pendant plus de dix ans ; « Ils se lancèrent des injures, puis des pierres, enfin des armes, et la victoire resta à la plèbe de Pompéi, où se donnait le spectacle. Ainsi transporta-t-on dans la ville beaucoup de Nucériens, le corps mutilé à la suite des coups reçus, et un grand nombre pleurait la mort d’un fils ou d’un père. »
Même exubérance chez les Romains, notamment autour de l'activité sportive principale de l'Antiquité : la course de chars. Les écuries possédaient des supporteurs à travers tout l'Empire tandis que les auriges (cocher des chars) font l'objet d'un véritable culte païen, au même titre que les footballeurs aujourd'hui. Contrairement à leurs homologues grecques, les femmes romaines accédaient librement aux compétitions. La folie sportive persiste à Byzance et les groupes de supporteurs se transforment en factions politiques. Le massacre de la Sédition Nika (532) coûte la vie à plusieurs dizaines de milliers de ces supporteurs politisés.

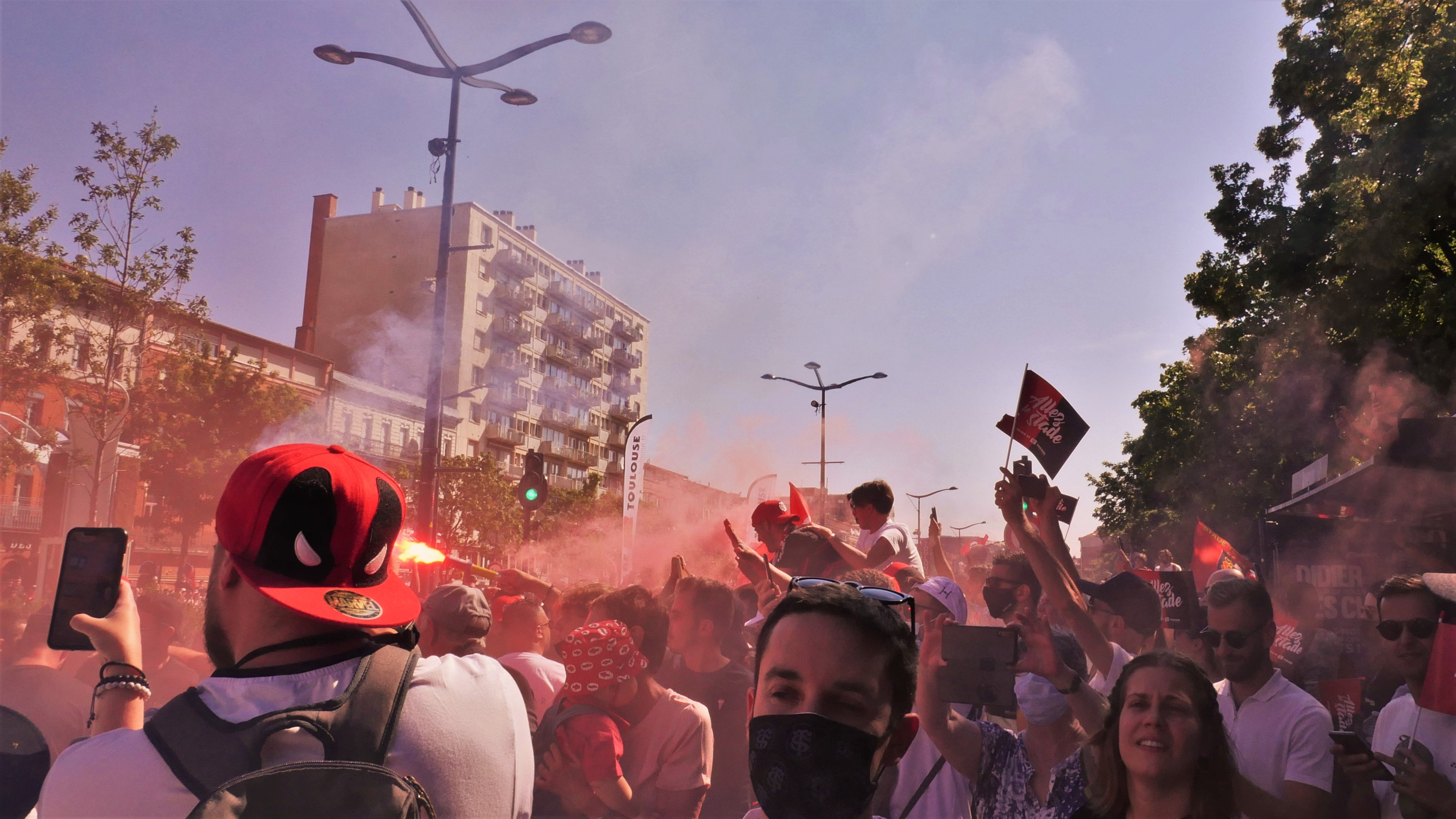
Des supporters du Stade toulousain fêtent le doublé Top 14 - Coupe d'Europe dans les rues de la ville.

### Époque contemporaine
La chute de la civilisation gréco-romaine entraîne l'interdiction du sport par les nouvelles autorités religieuses. Si la pratique persiste malgré l'interdit, les sources sont alors maigres concernant les supporteurs. Les autorités du Calcio florentin édictent dès 1607 un règlement interdisant aux spectateurs d'envahir le terrain de jeu et sanctionnent les abus. Au XVIIIe siècle, c'est le cricket anglais qui fournit quelques traces écrites des agissements excessifs et même violents de supporteurs. Dès 1731, des bagarres entre supporteurs et joueurs sont signalées à Londres. Le cricket reste lourdement touché par ce phénomène jusqu'au début du XIXe siècle. En réaction, l'entrée au stade devient payante afin d'écarter une certaine frange de supporteurs (1777).